# Liste der Naturschutzgebiete im Landkreis Heidekreis
Im Landkreis Heidekreis gibt es 29 Naturschutzgebiete (Stand April 2025).
| Name des Gebietes                             | Bild           | Kennung | WDPA      | Landkreis / Stadt                                                   | Beschreibung / Bemerkungen | Standort | Fläche in Hektar | Jahr der Verordnung |
| --------------------------------------------- | -------------- | ------- | --------- | ------------------------------------------------------------------- | -------------------------- | -------- | ---------------- | ------------------- |
| Aller-Leinetal                                | weitere Bilder | LÜ 360  | 555734380 | Landkreis Heidekreis                                                |                            | Position | 1207             | 2020                |
| Allerniederung bei Klein Häuslingen           | weitere Bilder | LÜ 155  | 162063    | Landkreis Heidekreis                                                |                            | Position | 135,41           | 1987                |
| Allerschleifen zwischen Wohlendorf und Hülsen | weitere Bilder | LÜ 260  | 329247    | Landkreis Heidekreis                                                |                            | Position | 218,03           | 2004                |
| Bansee                                        | weitere Bilder | LÜ 243  | 318162    | Landkreis Heidekreis                                                |                            | Position | 19,59            | 1998                |
| Birkensee                                     | weitere Bilder | LÜ 039  | 81406     | Landkreis Heidekreis                                                |                            | Position | 38,33            | 1979                |
| Böhmetal bei Huckenrieth                      | weitere Bilder | LÜ 021  | 81432     | Landkreis Heidekreis                                                |                            | Position | 88,09            | 1972                |
| Brambosteler Moor                             | weitere Bilder | LÜ 166  | 162527    | Landkreis Heidekreis, Landkreis Uelzen                              |                            | Position | 153              | 1988                |
| Großes Moor bei Becklingen                    | weitere Bilder | LÜ 134  | 163374    | Landkreis Celle, Landkreis Heidekreis                               |                            | Position | 797,96           | 1985                |
| Grundloses Moor                               | weitere Bilder | LÜ 185  | 163401    | Landkreis Heidekreis                                                |                            | Position | 294,61           | 1990                |
| Hügelgräberheide bei Langeloh                 | weitere Bilder | LÜ 014  | 81951     | Landkreis Heidekreis                                                |                            | Position | 27,30            | 1967                |
| Lehrdetal                                     | weitere Bilder | LÜ 347  | 322555    | Landkreis Rotenburg (Wümme), Landkreis Heidekreis, Landkreis Verden |                            | Position | 441              | 2019                |
| Lichtenmoor                                   | weitere Bilder | LÜ 017  | 82092     | Landkreis Heidekreis                                                |                            | Position | 233,16           | 1970                |
| Lönsgrab                                      | weitere Bilder | LÜ 005  | 82109     | Landkreis Heidekreis                                                |                            | Position | 13,86            | 1967                |
| Lührsbockeler Moor                            | weitere Bilder | LÜ 296  | 555560680 | Landkreis Heidekreis                                                |                            | Position | 178,53           | 2013                |
| Lüneburger Heide                              | weitere Bilder | LÜ 002  | 102317    | Landkreis Harburg, Landkreis Heidekreis                             |                            | Position | 23315,09         | 1993                |
| Moor bei Osterwede                            | weitere Bilder | LÜ 080  | 82175     | Landkreis Heidekreis                                                |                            | Position | 50,15            | 1981                |
| Moor in der Schotenheide                      | weitere Bilder | LÜ 171  | 164669    | Landkreis Heidekreis                                                |                            | Position | 37,45            | 1988                |
| Obere Wümmeniederung                          | weitere Bilder | LÜ 146  | 30112     | Landkreis Harburg, Landkreis Heidekreis                             |                            | Position | 1417,55          | 1986                |
| Oberes Fintautal                              | weitere Bilder | LÜ 018  | 318882    | Landkreis Heidekreis, Landkreis Rotenburg                           |                            | Position | 419,56           | 1996                |
| Oberes Lopautal                               | weitere Bilder | LÜ 363  | 555734384 | Landkreis Heidekreis                                                |                            | Position | 54               | 2020                |
| Ottinger Ochsenmoor                           | weitere Bilder | LÜ 253  | 318929    | Landkreis Heidekreis, Landkreis Rotenburg                           |                            | Position | 275,21           | 2003                |
| Riensheide mit Stichter See und Sägenmoor     | weitere Bilder | LÜ 298  | 555588651 | Landkreis Heidekreis                                                |                            | Position | 251,54           | 2014                |
| Schwarzes Moor bei Dannhorn                   | weitere Bilder | LÜ 250  | 319094    | Landkreis Heidekreis                                                |                            | Position | 39,52            | 2000                |
| Seemoor und Schwarzes Moor bei Zahrensen      | weitere Bilder | LÜ 291  | 555546340 | Landkreis Heidekreis                                                |                            | Position | 157,09           | 2011                |
| Söhlbruch                                     | weitere Bilder | LÜ 045  | 165589    | Landkreis Heidekreis                                                |                            | Position | 8,52             | 1979                |
| Tal der Kleinen Örtze                         | weitere Bilder | LÜ 207  | 165811    | Landkreis Heidekreis                                                |                            | Position | 326,23           | 1993                |
| Vehmsmoor                                     | weitere Bilder | LÜ 182  | 166041    | Landkreis Heidekreis                                                |                            | Position | 257,25           | 1990                |
| Wietzendorfer Moor                            | weitere Bilder | LÜ 245  | 319332    | Landkreis Heidekreis                                                |                            | Position | 211,41           | 1998                |
| Wittenmoor                                    | weitere Bilder | LÜ 246  | 319346    | Landkreis Heidekreis                                                |                            | Position | 28,14            | 1999                |